# Madeline Schaffrick
Madeline Schaffrick (Steamboat Springs, 29 aprile 1994) è una snowboarder statunitense specializzata nell’halfpipe.

## Biografia
Attiva in gare FIS dal 2008 e specializzata nell’halfpipe, Schaffrick ha esordito in Coppa del Mondo il 20 febbraio 2009, giungendo 18ª a Stoneham nella gara vinta dalla giapponese Sōko Yamaoka. L’8 dicembre 2024 ha ottenuto il suo primo podio nel massimo circuito, chiudendo 3ª a Secret Garden nella gara vinta dalla connazionale Maddie Mastro.

## Palmarès

### Coppa del Mondo
- Miglior piazzamento nella Coppa del Mondo generale di freestyle: 61ª nel 2013
- 1 podio:
  - 1 terzo posto